# Pierre Paul Bonnefond
Pierre Paul Bonnefond, né le 5 mai 1887 à Saint-Yrieix (Haute-Vienne) et mort le 18 octobre 1947 à Adriers (Vienne) est un général de brigade français dont le nom est associé à la Première et à la Seconde Guerre mondiale.

## Biographie
Il est le fils de Jean-Baptiste Bonnefond (1858 -1927), receveur des contributions, et de Marie-Bernardine Durand (1864 -1887).
Après un baccalauréat ès sciences, il s'engage dans l'armée le 9 octobre 1906. Il est incorporé au 50e régiment d'infanterie à Périgueux (Dordogne). Devenu sergent en 1907, il est dirigé vers l'École Spéciale Militaire le 20 septembre 1907.
Durant la Première Guerre mondiale, alors lieutenant, il s'illustre lors du combat d'arrière-garde de Varennes-en-Argonne (Meuse) ce qui lui vaut d'être nommé capitaine à titre provisoire le 9 septembre 1914. Il parvient ensuite  à entrer dans le village de Charpentry (Meuse) le 21 septembre à la tête du bataillon qu'il commande.
Blessé au menton par un éclat d'obus, il est fait prisonnier le 22 septembre à Cheppy (Meuse), et est envoyé en Allemagne. Après une tentative d'évasion il sera repris et passera le reste du conflit captif outre-Rhin. Il est rapatrié en France en décembre 1918.
Il épouse Edmée Courcelle (1888-1979) le 15 novembre 1919 à Limoges, et il aura deux fils : Gérard (1920-1992) et Max (1922-1997).
Durant la Seconde Guerre mondiale, alors général de brigade, il dirigera la défense terrestre d'Oran (Algérie). Nommé au commandement de la subdivision d'Oran le 20 août 1940, il assurera ensuite le commandement provisoire de la division territoriale d'Oran du 22 février au 13 juin 1943. Il prend ensuite le commandement provisoire de la division de Constantine jusqu'au 7 décembre 1943. Il reprendra ensuite le commandement de la subdivision d'Oran jusqu'au 1er mars 1944.
Il décède d'une crise cardiaque, lors d'un trajet à vélo, entre son domicile et le village d'Adriers (Vienne) le 18 octobre 1947.

## Carrière militaire

### Première Guerre mondiale
En tant que capitaine il s'est « particulièrement distingué au combat d'arrière garde de Varennes (Meuse) le 3 septembre 1914 et les 19, 20 et 21 septembre 1914 aux combats de Charpentry (Meuse). A réussi à la tête du bataillon qu'il commandait à pénétrer dans ce village qui avait résisté pendant 3 jours à tous les assauts. » (Citation à l'ordre de l'armée n° 23122D 19 octobre 1919).
"ancien instructeur à St Cyr a successivement commandé une section, une compagnie et un bataillon au début des hostilités. A eu une très belle attitude au feu, blessé le 22 août 1914 n'a pas voulu se laisser évacuer. A été blessé à nouveau le 22 septembre 1914" (Citation à l'ordre de la division no 114 du 26 mai 1916)

### Seconde Guerre mondiale

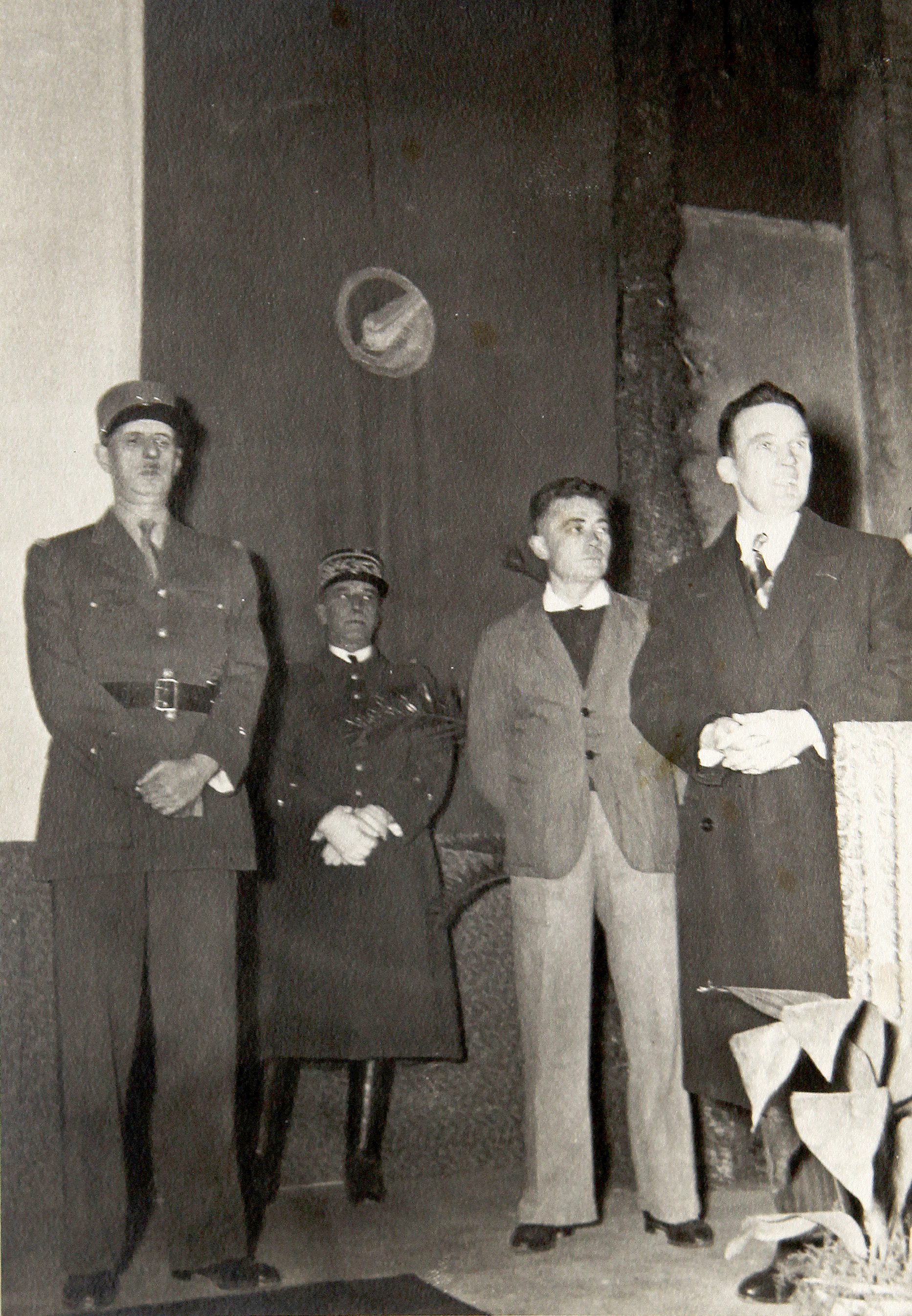
Le général Bonnefond (en arrière-plan) en retrait du général de Gaulle lors de sa visite en 1943 à Oran.

"Commandant le 107e RI à la mobilisation, l'a conduit vaillamment au feu au cours des opérations offensives de septembre en Lorraine. Ayant constamment d'exemple, et grâce à son ascendant personnel sur ses cadres et sur sa troupe, a réussi, avec son régiment, à s'emparer de points énergiquement défendus et a pu réaliser une avance importante en territoire ennemi. Affecté le 25 décembre comme officier chef d'EM au groupe d'armées, s'est imposé immédiatement par son clame, son autorité et ses brillantes qualités d'organisateur. A été un collaborateur précieux pendant les opérations actions du 15 au 25 juin 1940". (Citation à l'ordre de l'armée, ordre général no 6 du 30 juin 1940, du général commandant le 2e G.A.)
En tant que général « a dirigé la défense terrestre d'Oran (Algérie) pendant les journées des 8, 9 et 10 novembre 1942 avec une énergique ténacité. Par sa connaissance constante de la situation, la rapidité de ses réactions et son puissant ascendant sur ses subordonnés, a permis de retarder au maximum l'avance d'un adversaire très supérieur en nombre et disposant de moyens puissants, et a assuré ainsi l'intervention efficace des renforts appartenant au secteur ouest algérien. » (Ordre général no 11 du 22.12.1942)
Extrait de son dossier militaire : "Sorti de Saint Cyr no 16 sur 261, est d’abord un lieutenant de chasseurs alpins vigoureux, ardent, sportif. Passé en 1913 à l'école de gymnastique (mention très bien), y est maintenu comme instructeur, puis, passe par la même qualité à St Cyr. Parti en campagne comme chef de section, blessé légèrement dès le 22 août 1914 sans être évacué, est blessé une 2e fois et fait prisonnier le 22 septembre 1914 comme capitaine à titre temporaire, après avoir fait preuve de sang froid et de belle tenue au feu. Rapatrié en décembre 1918, est, après avoir occupé divers emplois, où il réussit bien, dans la troupe et l'état major, reçu à l'école supérieure de guerre en 1921, y est noté comme d'esprit net et méthodique, réussit parfaitement au 2e bureau de l'État-Major de l'Armée, puis à la direction de l'infanterie, grâce à ses qualités d'intelligence et de dévouement. Commande brillamment un bataillon, sert avec distinction dans des états majors, des 9e et 5e régions où il est noté comme sympathique, travailleur, ayant de solides connaissances militaires. Commande de 1938 à décembre 1939 le 107e régiment d'infanterie, s'y affirme excellent chef de corps en temps de paix et de guerre".

## Grades
- 9 octobre 1906 : soldat de 2e classe
- 15 mars 1907 : caporal
- 20 septembre 1907 : sergent
- 17 octobre 1907 : sergent (école spéciale militaire (2e groupe) élève)
- 1er octobre 1909 : sous-lieutenant
- 1er octobre 1910 : lieutenant
- 9 septembre 1914 : capitaine
- 15 mai 1921 : commandant
- 25 décembre 1933 : lieutenant-colonel
- 25 décembre 1937 : colonel[4]
- 20 mai 1942 : général de brigade

## Affectations successives
- 50e régiment d'infanterie (7e compagnie) - 9 octobre 1906
- 50e régiment d'infanterie (8e compagnie) - 15 mars 1907
- École spéciale militaire (2e groupe) élève - 17 octobre 1907
- 24e bataillon de chasseurs (2e compagnie) - 1er octobre 1909
- École spéciale militaire (2e groupe) instructeur - 3 septembre 1913
- 4e régiment d'infanterie aux armées du nord et nord est (12e compagnie) - 2 août 1914
- Prisonnier de guerre - 22 septembre 1914
- 4e régiment d'infanterie (rapatrié d'Allemagne) 3 décembre 1918
- 141e régiment d'infanterie - 11 août 1919
- 5e régiment d'infanterie - 15 octobre 1919[5]
- 104e régiment d'infanterie - 25 janvier 1922
- État major de l'Armée (2e bureau) - 20 octobre 1925[6]
- 90e régiment d’infanterie (Tours) - 1er octobre 1928
- État major de la 5e région - 6 octobre 1933
- 107e régiment d'infanterie - 25 décembre 1937
- État major de la 7e région - 18 novembre 1939
- Commandement de la subdivision d'Oran (Algérie) - 20 août 1940

### Décorations
- Commandeur de la Légion d'honneur (chevalier : 16 juin 1920[5], Officier : 20 décembre 1935[7], Commandeur : 22 décembre 1942[8])
- Médaille militaire
- Croix de guerre 1914–1918 (1 palme, 1 étoile d'argent, 1 étoile de bronze)
- Croix de guerre 1939–1945 (1 palme)
- Médaille des évadés
- Croix du combattant
- Croix du combattant (Vichy)
- Médaille d'Outre-Mer(Coloniale)
- Médaille commémorative de la guerre 1914–1918
- Médaille interalliée de la Victoire
- Médaille commémorative française de la guerre 1939–1945
- Insigne des blessés militaires
- Croix de guerre (Belgique)